# Stratford Midgets
Stratford Midgets je bil mladinski hokejski klub iz Stratforda. Igral je v Ontario Hockey Association. Domača dvorana kluba je bila Stratford Arena, danes znana kot William Allman Memorial Arena.
Klubske korenine so segale nazaj v zgodnja 1900. leta h klubu Stratford Hockey Club. V moštvu je igral Frank Rankin, kasneje član Hokejskega hrama slavnih lige NHL. Stratford je bil trikratni zaporedni prvak lige OHA, v sezonah 1906/07, 1907/08 in 1908/09. 
Stratford Midgets so osvojili Prvenstvo vzhodne Kanade leta 1921. Leta 1934 in leta 1937 so bili finalisti pokala J. Ross Robertson Cup, obakrat so izgubili proti moštvu Toronto St. Michael's Majors.
Ob koncu 30. let se je klub preimenoval v Stratford Kist, naposled je postal Stratford Kroehlers.

## NHL igralci
| - Frank Carson - Hank Damore - Joffre Desilets - Ray Getliffe | - Jud McAtee - Norm McAtee - Bob McCulley | - Howie Morenz - Allan Murray - Joe Turner |